# بخش مرکزی شهرستان اشنویه
بخش مرکزی شهرستان اشنویه یکی از بخش‌های تابعه شهرستان اشنویه در استان آذربایجان غربی در شمال غربی ایران است.

## جمعیت
بنابر سرشماری مرکز آمار ایران، جمعیت بخش مرکزی شهرستان اشنویه در سال ۱۳۸۵ برابر با ۴۹۲۱۸ نفر بوده‌است.

## تقسیمات کشوری
دهستان‌های بخش مرکزی
- دهستان اشنویه شمالی
- دهستان دشت بیل

شهرها: اشنویه